# Pentacarbonyle de ruthénium
Le pentacarbonyle de ruthénium est un composé chimique de formule Ru(CO)5. Il s'agit d'un liquide incolore sensible à la lumière qui tend à se décarbonyler facilement à température ambiante. Contrairement eu pentacarbonyle de fer Fe(CO)5, qui est complètement stable à température ambiante, le pentacarbonyle de ruthénium est généralement teinté de rouge en raison d'une contamination au dodécacarbonyle de triruthénium Ru3(CO)12. La conversion en solution est rapide, alors que le pentacarbonyle d'osmium Os(CO)5, par exemple, a besoin d'être chauffé à 80 °C pour donner du dodécacarbonyle de triosmium Os3(CO)12. Le pentacarbonyle de ruthénium présente un intérêt académique comme intermédiaire de synthèse de carbonyles de métal.
Ru(CO)5 a été obtenu initialement par carbonylation de sels de ruthénium en présence d'un réducteur. Un mode de préparation plus récent fait intervenir la photolyse de dodécacarbonyle de triruthénium Ru3(CO)12 en présence de monoxyde de carbone CO à 160 °C sous 200 atm  :
Ru3(CO)12 + 3 CO  {\displaystyle \rightleftharpoons }  3 Ru(CO)5.
Il est caractérisé par deux raies vCO intenses dans son spectre infrarouge à 2 038 et 2 003 cm−1 dans l'hexane.